# Laternaria connectens
Laternaria connectens är en insektsart som först beskrevs av Atkinson 1885.  Laternaria connectens ingår i släktet Laternaria och familjen lyktstritar. Inga underarter finns listade i Catalogue of Life.